# Mintaqa
Mintaqa o minţaqah (en árabe: منطقة‎ [ˈmintˤaqa]; plural مناطق manāṭiq [maˈnaːtˤiq]) es un término para una división administrativa de primer nivel en Arabia Saudita, Israel, y el Chad, y una división de segundo nivel en otros países árabes. Se suele traducir como región, distrito o provincia. El significado literal es "región" o "área".
Las mintaqa en Siria se llamaron antiguamente qadaa.